# Kyōkotsu

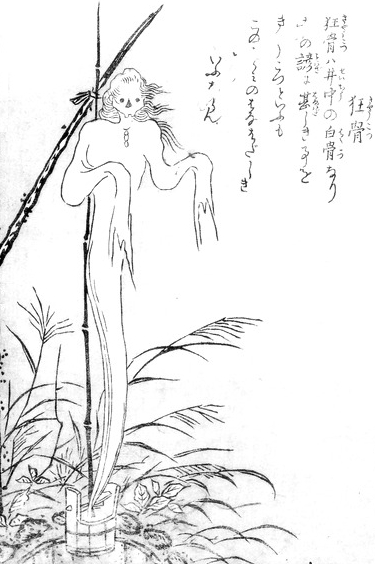
Illustration d'un Kyōkotsu par Toriyama Sekien tiré du Konjaku Hyakki Shūi.

 (mai 2025).
Si vous disposez d'ouvrages ou d'articles de référence ou si vous connaissez des sites web de qualité traitant du thème abordé ici, merci de compléter l'article en donnant les références utiles à sa vérifiabilité et en les liant à la section « Notes et références ».
Kyōkotsu (狂骨, kyōkotsu) est un yōkai du folklore japonais de l'ère Edo. Il apparaît pour la première fois dans le troisième volume du Konjaku hyakki shūi (Pluie) en 1781. C'est l'esprit d'un homme mort dans un puits à eau.

## Origine
Il apparaît après la noyade d'une personne dans un puits. Il se présente sous la forme d'un esprit squelettique aux cheveux blancs.